# Connie Kruckow
Connie Dyhr Kruckow (født 23. oktober 1953 I Vålse på Falster) er en dansk sygeplejerske, der i perioden 2000-2009 var formand for Dansk Sygeplejeråd og Sundhedskartellet; hun blev afløst af Grete Christensen.
Kruckow blev uddannet sygeplejerske fra Frederiksborg Amts Sygeplejeskole i 1976 og supplerede i 1984-1985 med 1. del af uddannelsen til ledende sygeplejerske. Fra 1976-1987 arbejdede hun som sygeplejerske, 1. assistent og afdelingssygeplejerske på forskellige afdelinger på Hillerød Sygehus. Hun blev i 1987 faglig sekretær for Dansk Sygeplejeråd i Frederiksborg Amtskreds og i 1993 formand for kredsforeningen.
Connie Kruchow var desuden medlem af forretningsudvalget i FTF, næstformand for Danske Sundhedsorganisationers Arbejdsløshedskasse, næstformand for Pensionskassen for Sygeplejersker, bestyrelsesmedlem i Lån & Spar Bank og formand for Dansk Sygeplejehistorisk Fond.
På Dagens Medicins liste over de mest magtfulde personer i Sundhedsvæsenet i 2008 var Kruckow nr. 5.
I januar 2010 valgte Connie Kruckow at trække sig fra sine poster, og blev i stedet ansat som basissygeplejerske på gynækologisk-obstetrisk afdeling på Hillerød Hospital.

## Privat
Connie Kruckow bor i Hald Strand / Hundested med sin mand. Connie Kruckow har to børn, en søn og datter.